# Buellia epifimbriata
Buellia epifimbriata är en lavart som beskrevs av Sipman. Buellia epifimbriata ingår i släktet Buellia och familjen Physciaceae.   Inga underarter finns listade i Catalogue of Life.